# Ếch gáy dô
Ếch gáy dô (danh pháp hai phần: Limnonectes dabanus) là một loài ếch trong họ Ếch nhái (Ranidae). Đây là loài đặc hữu của Việt Nam.
Môi trường sống tự nhiên của ếch gáy dô là các khu rừng ẩm thấp nhiệt đới và cận nhiệt đới, các con sông hay đầm lầy.
Loài này được biết với độ chắc chắn cao tại Lâm Hà (Lâm Đồng) (Smith 1922, trong Bourret 1942). Nó cũng được ghi nhận tại Sa Thầy (tỉnh Kon Tum), Sơ Klang (tỉnh Gia Lai) và đảo Phú Quốc (tỉnh Kiên Giang) như thông báo của Nguyễn Văn Sáng và Hồ Thu Cúc (1996), nhưng có một số nghi vấn gắn liền với các nhận dạng này. Nó cũng được ghi nhận ở độ cao tới 200 m trên mực nước biển.